# جبل بالد (نيويورك)
الجبل الاملس ، أو جبل رونداكس، هو جزء من جبال آديرونداك في ولاية نيويورك الأمريكية . يعد المسار المؤدي إلى الجبل نزهة مشهورة ، ويرجع ذلك على الأرجح إلى قربه من المدن السياحية (مثل فورج القديمة ،في نيويورك ). يعد الجبل أيضًا موطنًا لجبل رونداكس برج النار ،  مما يساهم في زيادة شعبية الممر.

## تاريخ
تم استخدام الجبل الاملس من قبل فيربلانك كولفين في سبعينيات القرن التاسع عشر كنقطة مسح. اقترح كولفين في عام 1886 أن تأخذ القمة اسم «جبل سانت لويس».

## اسم رسمي
الجبل الاملس هو الاسم الأكثر استخدامًا اليوم ، ولكن تم تغيير اسمه رسميًا إلى جبل رونداكس، في عام 1912 ، عندما تم بناء برج النار على جبل في كروغان يحمل نفس الاسم. تم أخذ اسم رونداكس من بحيرة رونداكس القريبة.

## جولة على الأقدام
يبلغ طول الممر أقل من ميل ويصعد ارتفاعه 500 قدم .ويعد برج النار هو الأكثر شعبية في آديرونداكس، حيث يزوره أكثر من 15000 زائر سنويًا.

## روابط خارجية
- أصدقاء ترميم برج جبل الاملس بما في ذلك الصور
- دليل الرحلات نسخة محفوظة 26 نوفمبر 2020 على موقع واي باك مشين. والتاريخ في آديرونداك